# Maison des Dîmes
La maison des Dîmes est une maison aux dîmes située à l'angle de la rue des Contreforts et de la Rue des Rondes dans la cité médiévale de Pérouges à Pérouges en France.

## Présentation
La maison aux dîmes est située dans le département français de l'Ain, sur la commune de Pérouges. L'édifice est classé au titre des monuments historiques en 1921.